# Hoplopleura reducta
Hoplopleura reducta är en insektsart som beskrevs av Ferris 1921. Hoplopleura reducta ingår i släktet Hoplopleura och familjen gnagarlöss. Inga underarter finns listade i Catalogue of Life.